# AOKOHIO
AOKOHIO è il sesto album in studio del gruppo musicale statunitense Why?, pubblicato nel 2019.

## Tracce
1. Apogee – 1:45
2. The Rash – 0:45
3. Peel Free – 4:44
4. Reason (feat. Lala Lala) – 1:40
5. Deleterio Motilis – 1:52
6. Stained Glass Slipper – 2:24
7. The Launch – 1:08
8. High Dive – 1:25
9. Mr. Fifths' Plea – 0:46
10. Good Fire – 1:22
11. Narcissistic Lamentation – 0:42
12. Krevin' – 1:32
13. The Crippled Physician (feat. Lala Lala & Gia Margaret) – 2:55
14. Ustekinumab – 0:31
15. My Original – 0:31
16. Rock Candy – 2:19
17. Once Shy – 1:08
18. The Shame – 0:35
19. Bloom Wither Bloom (for Mom) (feat. Christian Lee Hutson & Gabby's World) – 4:10